# Русько-Лозівська сільська рада
Ру́сько-Лозівська сільська́ ра́да — адміністративно-територіальна одиниця та орган місцевого самоврядування в Дергачівському районі Харківської області. Адміністративний центр — село Руська Лозова.

## Загальні відомості
- Русько-Лозівська сільська рада утворена в 1918 році.
- Територія ради: 82,66 км²
- Населення ради: 5 297 осіб (станом на 2001 рік)

## Населені пункти
Сільській раді підпорядковані населені пункти:
- с. Руська Лозова
- с. Нове
- с-ще Питомник

## Склад ради
Рада складається з 30 депутатів та голови.
- Голова ради: Бесєдін Олексій Андрійович
- Секретар ради: Хурсова Світлана Іванівна

### Керівний склад попередніх скликань
| Прізвище, ім'я, по батькові | Основні відомості                                                 | Дата обрання | Дата звільнення |
| --------------------------- | ----------------------------------------------------------------- | ------------ | --------------- |
| Муравський Василь Антонович | Сільський голова, 1958 року народження                            | 26.03.2006   | 31.10.2010      |
| Бесєдін Олексій Андрійович  | Сільський голова, 1953 року народження, освіта вища, безпартійний | 31.10.2010   |                 |

Примітка: таблиця складена за даними сайту Верховної Ради України

### Депутати
За результатами місцевих виборів 2010 року депутатами ради стали:

#### За суб'єктами висування
| Суб'єкт висування           | Кількість обраних депутатів | %    |
| --------------------------- | --------------------------- | ---- |
| Самовисування               | 18                          | 60   |
| Партія регіонів             | 11                          | 36,7 |
| Комуністична партія України | 1                           | 3,3  |

#### За округами
| № округу                    | Прізвище, ім'я, по батькові      | Дата визнання обраним | Освіта             | Партійна приналежність                  | Відомості про обраного депутата                                          |
| --------------------------- | -------------------------------- | --------------------- | ------------------ | --------------------------------------- | ------------------------------------------------------------------------ |
| Комуністична партія України |                                  |                       |                    |                                         |                                                                          |
| 20                          | Фомін Юрій Вікторович            | 03.11.2010            | вища               | позапартійний                           | ТОВ «ТПК» «Агромінснаб», монтажник сталевих і залізобетонних конструкцій |
| Партія регіонів             |                                  |                       |                    |                                         |                                                                          |
| 8                           | Коваленко Євгеній Миколайович    | 03.11.2010            | середня            | член Партії регіонів                    | тимчасово не працює                                                      |
| 9                           | Чечин Олександр Павлович         | 03.11.2010            | вища               | позапартійний                           | ТОВ «Віркс», головний інженер                                            |
| 15                          | Кізім Олексій Іванович           | 03.11.2010            | середня            | позапартійний                           | Русько-Лозівська лікарня, водій                                          |
| 17                          | Фомін Семен Лазаревич            | 03.11.2010            | середня            | позапартійний                           | ХАЗ, водій                                                               |
| 18                          | Бочарніков Володимир Іванович    | 03.11.2010            | середня            | позапартійний                           | тимчасово не працює                                                      |
| 19                          | Аксьонов Віктор Кузьмич          | 03.11.2010            | середня            | позапартійний                           | тимчасово не працює                                                      |
| 21                          | Рошко Василь Миколайович         | 03.11.2010            | вища               | член Партії регіонів                    | тимчасово не працює                                                      |
| 22                          | Подзолков Андрій Володимирович   | 03.11.2010            | вища               | позапартійний                           | КП «Міський інформаційний центр», інженер                                |
| 23                          | Жеденко Ігор Анатолійович        | 03.11.2010            | вища               | член Партії регіонів                    | СП «Донбас-ойл», керівник                                                |
| 24                          | Без'язичний Сергій Ігоревич      | 03.11.2010            | вища               | позапартійний                           | ХГМЗ — ФЄД, слюсар                                                       |
| 29                          | Тарасенко Алла Федорівна         | 03.11.2010            | вища               | член Партії регіонів                    | Русько-Лозівська сільська рада, головний бухгалтер                       |
| Самовисування               |                                  |                       |                    |                                         |                                                                          |
| 1                           | Кравченко Ольга Миколаївна       | 03.11.2010            | вища               | позапартійна                            | тимчасово не працює                                                      |
| 2                           | Водотика Зоя Павлівна            | 03.11.2010            | середня            | член Партії регіонів                    | ННХФТІ                                                                   |
| 3                           | Коваль Віктор Володимирович      | 03.11.2010            | середня спеціальна | позапартійний                           | ТОВ «Агро-Дарина», бригадир будівельників                                |
| 4                           | Можаітов Микола Онуфрієвич       | 05.11.2010            | середня            | позапартійний                           | тимчасово не працює                                                      |
| 5                           | Шепелєв Михайло Васильович       | 03.11.2010            | середня            | позапартійний                           | тимчасово не працює                                                      |
| 6                           | Хурсова Світлана Іванівна        | 03.11.2010            | вища               | позапартійна                            | Русько-Лозівська сільська рада, секретар виконкому                       |
| 7                           | Кононеко Денис Юрійович          | 03.11.2010            | вища               | член Політичної партії «Сильна Україна» | тимчасово не працює                                                      |
| 10                          | Перепелиця Ольга Іванівна        | 03.11.2010            | середня            | позапартійна                            | Русько-Лозівська сільська рада, касир                                    |
| 11                          | Без'язичний Євгеній Михайлович   | 03.11.2010            | вища               | член Політичної партії «Сильна Україна» | приватне підприємство                                                    |
| 12                          | Наришкін Євгеній Вікторович      | 03.11.2010            | середня            | позапартійний                           | приватне підприємство                                                    |
| 13                          | Алфьоров Віталій Вікторович      | 03.11.2010            | середня спеціальна | позапартійний                           | тимчасово не працює                                                      |
| 14                          | Самородюк Іван Миколайович       | 03.11.2010            | середня            | позапартійний                           | ХПТ, студент                                                             |
| 16                          | Абєлєнцева Інна Миколаївна       | 03.11.2010            | середня спеціальна | позапартійна                            | приватне підприємство                                                    |
| 25                          | Фомін Сергій Петрович            | 03.11.2010            | середня            | позапартійний                           | Д/С «Барвінок», машиніст котельної                                       |
| 26                          | Павлова Валентина Григорівна     | 03.11.2010            | середня спеціальна | позапартійна                            | пенсіонер                                                                |
| 27                          | Бочарніков Володимир Миколайович | 03.11.2010            | вища               | позапартійний                           | тимчасово не працює                                                      |
| 28                          | Малєєва Олена Хомівна            | 03.11.2010            | середня            | позапартійна                            | ТОВ Хлібокомбінат Кулиничівський, продавець                              |
| 30                          | Бугайов Анатолій Петрович        | 03.11.2010            | середня            | позапартійний                           | тимчасово не працює                                                      |